# Trachylepis raymondlaurenti
Trachylepis raymondlaurenti (довгохвостий сцинк Лорана) — вид сцинкоподібних ящірок родини сцинкових (Scincidae). Мешкає на півдні Центральної Африки. Вид названий на честь бельгійського герпетолога Раймона Лорана. Описаний у 2019 році.

## Поширення і екологія
Довгохвості сцинки Лорана мешкають на півночі Анголи, на південному сході Демократичної Республіки Конго і, можливо, на півночі Замбії. Вони живуть в лісистих савнах міомбо, на висоті від 1000 до 1900 м над рівнем моря.